# کیانو باکوس
کیانو باکوس (انگلیسی: Keanu Baccus؛ زادهٔ ۷ ژوئن ۱۹۹۸) بازیکن فوتبال اهل استرالیا است.
از باشگاه‌هایی که در آن بازی کرده‌است می‌توان به باشگاه فوتبال وسترن سیدنی واندررز اشاره کرد.
وی همچنین در تیم‌های ملی فوتبال زیر ۲۳ سال استرالیا، و استرالیا بازی کرده‌است.